# Општина Бајина Башта
Општина Бајина Башта је општина у Златиборском округу, у Србији. Простире се на површини од 673 km². Средиште општине је градић Бајина Башта. Према подацима са последњег пописа 2022. године у општини је живело 23.533 становника (према попису из 2011. било је 26.022 становника).

## Географски положај
Општина Бајина Башта се протеже уз реку Дрину. Удаљена је од Београда 170 km и налази се уз саму границу са Републиком Српском, од које је одвојена реком Дрином. Ибарска магистрала се налази у близини општине, што је повезује друмским путем са Београдом и Војводином, који су значајна тржишта за пласман производа из овог краја.
Општина и град су повезани асфалтним путевима регионалног значаја, преко превоја Дебело Брдо (1090 м.н.в.), са Ваљевом и даље до Београда, долином Дрине према Љубовији и Шапцу и преко превоја Кадињача (880 м.н.в.) према Ужицу.

## Општинске прославе

### Дан општине
Општина Бајина Башта данас прославља Дан општине у успомену на 12. јул по старом односно 25. јул по новом календару 1858. године. Тог дана је кнез Србије и син вожда Карађорђа Александар донео указ којим се Бајина Башта проглашава за варошицу. Тиме је Бајина Башта као насеље које је предњачило у друштвеном и економском развоју и формално постала седиште среза Рачанског.
Проглашење за варошицу није дуго трајало и нови кнез Србије Михаило Обреновић је поништио донети указ да би његов наследник на трону кнез Милан Бајиној Башти 1872. коначно доделио звање варошице. Тако Бајина Башта данас прославља први датум проглашења варошице док се на званичном амблему општине и даље налази 1872. као година враћања тог статуса.

### Крсна слава
Крсна слава општине Бајина Башта је Пренос моштију Светог Саве Српског, која се слави 19. маја. Одлуку за усвајање славе донела је Скупштина општине Бајина Башта на седници одржаној 19. маја 2023. године.
На једној од претходних седница Скупштине општине Бајина Башта одборник Синиша Спасојевић поднео је иницијативу да општина установи своју Крсну славу. Општинско веће прихватило је тај предлог и формирало радну групу са задатком да достави образложен предлог за датум обележавања славе.
Архијерејски намесник рачански протојереј Милинко Лукић, историчар Марко Ковачевић и већник Недељко Ракић, чланови радне групе, припремили су образложен предлог и Општинско веће је на седници одржаној 13. марта прихватило да Крсна слава општине Бајина Башта буде 19. мај односно празник Пренос моштију Светога Саве Српског. У питању је и слава храма који се последњих година гради у центру Бајине Баште и који је један од највећих у западном делу Епархије жичке.
Домаћин славе општине Бајина Башта је председник општине.

## Административне одлике општине
Насељена места у општини Бајина Башта су:
- Бајина Башта, седиште и градско насеље

и сеоска насеља:
- Бачевци
- Бесеровина
- Вишесава
- Гвоздац
- Добротин
- Драксин
- Дуб
- Заглавак
- Заовине
- Зарожје
- Зауглине
- Злодол
- Јагоштица
- Јакаљ
- Јеловик
- Коњска Река
- Костојевићи
- Луг
- Љештанско
- Мала Река
- Обајгора
- Овчиња
- Оклетац
- Пепељ
- Перућац
- Пилица
- Придоли
- Растиште
- Рача
- Рогачица
- Сијерач
- Солотуша
- Стрмово
- Церје
- Црвица

## Историјат

### Рана прошлост
Територија данашње општине Бајина Башта је насељена непрекидно последњих 7000 година. Најстарије досада познато насеље потиче из периода Старчевачке културе раног неолита. Насеље је у науци познато као Кременило и налази се у данашњој Вишесави удаљено 2,5km од самога центра Бајине Баште. Становници су се бавили претежно земљорадњом о чему сведоче орнаменти пронађени на грнчарији али и сточарством. Ископавања током 60-тих година 20. века показала су континуитет насеља кроз читав неолит све до самог прелаза у метално доба.
Из енеолита, односно прелазног доба од неолита ка металном добу, потиче насеље Јовин брег чија грнчарија нам открива комуникацијске везе овог насеља са становницима Паноније. Део археолошких налаза из Кременила и Јовиног брега данас је изложено у ходнику ОШ „Рајак Павићевић” у Бајиној Башти.
Из средњег века постоје остаци утврђења Солотник у атару села Солотуша, подигнут да би се осигуравао пут који је повезивао Ужице (Ужички Град) и Вишеград и у његовој непосредној околини остаци насеља из доба Келта и Римљана, што би могло указивати на континуитет утврђења на овом простору.

### Оснивање
Као градско насеље, Бајина Башта је настала средином 19. века када је кнез Александар Карађорђевић је 12. јула 1858. године издао решење о оснивању варошице Бајина Башта. Тада се дотадашње среско седиште премешта из Рогачице (насеље на око 12 км низводно од Бајине Баште) у Бајину Башту. Од тада па све до данас, на десној обали Дрине, у подножју планине Таре, смештен је центар општине.

## Културноисторијске знаменитости
- Мраморје у Перућцу — средњовековна некропола стећака,
- Манастир Рача — манастир СПЦ из 13. века, као споменик културе од великог значаја
- Црква брвнара у Дубу — саграђена 1792. године, као споменик културе
- Солотник — средњовековно утврђење у Солотуши као археолошко налазиште
- Црква Вазнесења Христовог у Рогачици, као споменик културе
- Стара чаршија у Бајиној Башти као просторно културно-историјских целина

## Привреда
По статистичким подацима општина Бајина Башта је сврстана у недовољно развијене општине у Србији. Просечна нето зарада по запосленом у општини исплаћена у 2009. години износила је 28.388,00 динара, што је представљало пад у односу на 2008. годину да би 2011.године достигла ниво од 34.014 динара.(подаци Републичког завода за статистику).

### Индустрија
Окосница привреде Бајине Баште је Хидроелектрана Бајина Башта, снаге око 1000 мегавата, која послује у оквиру Дринско-лимских електрана. Поред ње на територији општине Бајина Башта послују и следећи привредни субјекти: ЈП Национални парк Тара, Војна установа Тара, АД Електроизградња, Роломатик д.о.о., Млекара Спасојевић, ББ клековача д.о.о. и други.

### Пољопривреда
Пољопривреда је једна од најважнијих и водећих привредних грана у општини Бајина Башта по оствареном друштвеном производу. У овој привредној области, без обзира на утицај климатских услова, остварују се задовољавајући производни резултати посебно у примарној и воћарској производњи.
Пољопривреда као привредна грана заузима посебно место у привредно-економском развоју општине, а који се огледа кроз учешће у друштвеном производу, остварене производне резултате посматране кроз физички обим пољопривредне производње.

## Образовање

### Основно образовање
На територији општине Бајина Башта постоје 4 матичне Основне школе са 16 истурених одељења:
- ОШ „Свети Сава” Бајина Башта
- ОШ „Рајак Павићевић” Бајина Башта
- ОШ „Стеван Јоксимовић” Рогачица
- ОШ „Душан Јерковић” Костојевићи

### Средње образовање
- Гимназија „Јосиф Панчић” Бајина Башта
- Средња техничка школа Бајина Башта

## Култура
Носилац културних дешавања је Установа „Култура” Бајина Башта, као једина установа културе у општини.
Овдје се налази Музеј ћирилице.

## Туризам
Природне вредности као и културно-историјске особености које поседује ужа и шира околина Бајине Баште омогућавају изградњу снажније туристичке дестинације препознатљиве на овом простору Републике Србије. Најизразитије вредности овог краја у туристичком смислу су: планина Тара са националним парком, река Дрина са кањоном према Вишеграду и акумулационим језерима Перућац и Заовине, културно-историјски споменици: Манастир Рача (13. век), црква брвнара у Дубу (18. век), Солотушки Град (средњи век), праисторијски локалитети и савремен спомен обележја с богатом туристичком инфраструктуром — хотелским комплексима у граду и на Тари уз добру саобраћајну повезаност чине комплетну туристичку слику Бајине Баште. У општини Бајина Башта организује се више манифестације који привлаче доста туриста од којих је најпознатија Дринска регата која је једна од највећих манифестација у региону, а у саставу овог догађаја је и фестивал Мост Фест.
Садашњи развој туризма показује да је инострани туризам мало заступљен на рачун домаћег. Разноврсност понуде којом располаже Бајина Башта пружају могућности да се туристички капацитети користе преко целе године уз комбинацију сезонског, излетничког, пословно-конгресног и спортског туризма.

### ТА Таратурс
Таратурс је туристичка агенција која организује једнодневне и вишедневне туре на подручју Западне Србије, од обилазака планине Таре и његових видиковаца, крстарење кањоном реке Дрине и посета Вишеграду са мостом Мехмед паше-Соколовића и Андрићграда, Шарганске осмице, Дрвенграда и кањона реке Увац. Крстарење реком Дрином се обавља са два туристичка брода „Grizzly 1” са 60 места и „Grizzly 2” са 140 места.

## Познати Бајинобаштани
- Борислав Тодоровић (1846—1925), реформатор школства
- Јеврем Симић (1876—1936), правник и дипломата
- Раде Којадиновић (1928—2016), глумац
- Милош Милутиновић (1933—2003), спортиста-фудбалер
- Драгица Новаковић (1934—1985), глумица
- Радован Поповић (1938— ), новинар и писац
- Бора Милутиновић (1944— ), спортиста-фудбалер и тренер
- Милосав Тешић (1947— ), песник и члан Српске академије наука и уметности
- Јелена Чворовић (1948—2023), глумица
- Стана Ристић (1950— ), доктор филологије
- Светислав Басара (1953— ), књижевник
- Зоран Матић (1960—2004), сликар
- Оливера Јовићевић (1966— ), новинарка
- Радиша Илић (1977— ), спортиста-фудбалер
- Милан „Лане” Јовановић, (1981— ), спортиста-фудбалер
- Никола Максимовић (1991— ), спортиста-фудбалер
- Божидар Марковић (1993 — ), спортиста-атлетичар
- Андријана Тришић (1994— ), фудбалерка

## Демографија
Према попису становништва из 2011. године општина има 26.022 становника, распоређених у 36 насеља, а сам град Бајина Башта 9.148 становника, што представља скоро 33% становништва општине Бајина Башта. Према истом попису, активно становништво износи 67% од укупног броја становника општине.
| \| Етнички састав према попису из 2011.[10] \| Етнички састав према попису из 2011.[10] \| Етнички састав према попису из 2011.[10] \| Етнички састав према попису из 2011.[10] \| Етнички састав према попису из 2011.[10] \| \| ---------------------------------------- \| ---------------------------------------- \| ---------------------------------------- \| ---------------------------------------- \| ---------------------------------------- \| \| \| \| \| \| \| \| Срби \| Срби \| \| 25.638 \| 98,52% \| \| остали \| остали \| \| 385 \| 1,47% \| \| укупно: 26.022 \| \| \| \| \| |        |  |        |        |
| Етнички састав према попису из 2011. |        |  |        |        |
| |        |  |        |        |
| Срби | Срби   |  | 25.638 | 98,52% |
| остали | остали |  | 385    | 1,47%  |
| укупно: 26.022 |        |  |        |        |

Природни прираштај на 1000 становника је — 3,1. Што се тиче националне структуре, 98,5% чине Срби. Просечна старост становника у општини је 40,7 година и то 36,1 годину у самом граду, док је у сеоским срединама 42,9 годинаПрема последњем попису из 2011 године број становника се смањио на 26.043. Број становника у Бајиној Башти се смањивао од пописа урађеног 1953. године, а нарочито у сеоским насељима, који се за период од 1953 — 2002. смањио за 41,7%. Са друге стране, број становника самог града Бајине Баште повећао се за 6 пута у истом пописном периоду.
Становништво је највећим делом досељено, по ослобођењу ових простора од Турака тридесетих година 19. века и води порекло из Херцеговине, северозападних делова Црне Горе, Осата (Босна и Херцеговина), Далмације (Пепељ) и Кремана.